# Xenop esmolat
El xenop esmolat (Xenops tenuirostris) és una espècie d'ocell de la família dels furnàrids (Furnariidae).
Viu a la selva humida de les terres baixes des del sud-est de Colòmbia, sud de Veneçuela i Guaiana, cap al sud, a través de l'est de l'Equador i del Perú fins al nord de Bolívia i sud del Brasil amazònic.